# گریبوهم
گریبوهم (به آلمانی: Gribbohm) یک شهر در آلمان است که در اشتاینبورگ واقع شده‌است.
 گریبوهم  ۴۸۸ نفر جمعیت دارد.